# Sanzigen
Sanzigen Inc. (株式会社サンジゲン, Kabushiki gaisha Sanjigen) est une entreprise et un studio d'animation japonaise fondé en mars 2006.

## Histoire
Après avoir quitté le studio d'animation Gonzo, Hiroaki Matsuura a créé Sanjigen (三次元) en 2003 comme un groupe de freelance qui occupait une partie de Studio Fantasia. Ce dernier avec d'autres anciens collègues de Gonzo, dont Daisuke Suzuki, ont officiellement enregistré l'entreprise Sanzigen Inc. en mars 2006 en tant que studio d'animation 3D. Le nom de l’entreprise est dérivé du mot japonais pour « trois dimensions » (三次元, sanjigen, ou 3D).
À sa création, l'activité principale de Sanzigen était principalement axée sur de la sous-traitance d'animation avant que la planification et la production d'œuvres ne prennent une place importante au sein de l'entreprise, notamment avec leur première production indépendante BLACK★ROCK SHOOTER en 2012, qui est coproduite avec Ordet,.
En août 2011, la coentreprise holding Ultra Super Pictures est formée en intégrant Sanzigen, Ordet et le futur studio TRIGGER quelque temps après,; la filiale LIDEN FILMS est créée en février 2012 avec Hiroaki Matsuura, Tetsurō Satomi de Barnum Studio et le producteur Tadao Iwaki,.
En 2012, l'entreprise remporte le « Prix Spécial » de la 17e édition des Animation Kobe Awards.
En décembre 2019, Bushiroad a acquis 8,2% des actions du studio dans le cadre d'une « série de « partenariats importants » pour créer des anime de haute qualité », laissant 75,4% des parts au groupe USP et 16,4% à Hiroaki Matsuura.
Le 10 février 2020, il a été annoncé que Sanzigen avait formé un partenariat en septembre 2019 avec Millepensee pour former un nouveau studio appelé IXIXI (qui se lit L-L-L) avec un capital de départ de 6 millions de yens ; la fondatrice et présidente de Millepensee, Naoko Shiraishi, est la directrice-représentative du nouveau studio.

## Productions

### Séries télévisées
| Année | Titre                                                      | Dates de 1re diffusion | Dates de 1re diffusion | Nb. éps. | Notes                                                                                                 |
| Année | Titre                                                      | Début                  | Fin                    | Nb. éps. | Notes                                                                                                 |
| ----- | ---------------------------------------------------------- | ---------------------- | ---------------------- | -------- | --- |
| 2012  | BLACK★ROCK SHOOTER                                         | 2 février 2012         | 22 mars 2012           | 8        | Basé sur les illustrations éponymes de Ryohei Fuke (Huke) ;Coproduite avec Ordet.                     |
| 2012  | Wooser's Hand-to-Mouth Life (ja)                           | 2 octobre 2012         | 18 décembre 2012       | 13       | Basé sur la chronique courte de Yoshiki Usa et de Tomoko Fujinoki.                                    |
| 2013  | Arpeggio of Blue Steel: Ars Nova                           | 8 octobre 2013         | 24 décembre 2013       | 12       | Basé sur le manga d'Ark Performance.                                                                  |
| 2013  | Miss Monochrome: The Animation (ja)                        | 1er octobre 2013       | 24 décembre 2013       | 13       | Série originale coproduite avec LIDEN FILMS.                                                          |
| 2014  | Wooser's Hand-to-Mouth Life: Kakusei-hen (ja)              | 7 janvier 2014         | 25 mars 2014           | 12       | 2e saison de la série coproduite avec LIDEN FILMS.                                                    |
| 2015  | Les Chroniques d'Arslan                                    | 5 avril 2015           | 27 septembre 2015      | 25       | Basé sur le manga de Hiromu Arakawa ;Coproduction avec LIDEN FILMS.                                   |
| 2015  | Miss Monochrome: The Animation 2 (ja)                      | 3 juillet 2015         | 25 septembre 2015      | 13       | 2e saison de la série coproduite avec LIDEN FILMS.                                                    |
| 2015  | Wooser's Hand-to-Mouth Life: Mugen-hen (ja)                | 3 juillet 2015         | 25 septembre 2015      | 13       | 3e saison de la série.                                                                                |
| 2015  | Miss Monochrome: The Animation 3 (ja)                      | 2 octobre 2015         | 25 décembre 2015       | 13       | 3e saison de la série coproduite avec LIDEN FILMS.                                                    |
| 2016  | BBK/BRNK (ja)                                              | 9 janvier 2016         | 26 mars 2016           | 12       | Série originale pour célébrer le 10e anniversaire du studio.                                          |
| 2016  | Les Chroniques d'Arslan : Le Ballet de la tempête de sable | 3 juillet 2016         | 21 août 2016           | 8        | 2de saison de la série coproduite avec LIDEN FILMS.                                                   |
| 2016  | BBK/BRNK: The Gentle Giants of the Galaxy (ja)             | 1er octobre 2016       | 17 décembre 2016       | 12       | Suite de la série.                                                                                    |
| 2017  | ID-0 (ja)                                                  | 9 avril 2017           | 25 juin 2017           | 12       | Série originale.                                                                                      |
| 2018  | BanG Dream!: Girls Band Party!☆Pico                        | 5 juillet 2018         | 27 décembre 2018       | 26       | Basé sur le jeu mobile éponyme de Craft Egg et de Bushiroad ;coproduit avec DMM.futureworks.          |
| 2019  | BanG Dream! (saison 2)                                     | 3 janvier 2019         | 28 mars 2019           | 13       | Basé sur la franchise éponyme de Bushiroad.                                                           |
| 2020  | BanG Dream! (saison 3)                                     | 23 janvier 2020        | 23 avril 2020          | 13       | Basé sur la franchise éponyme de Bushiroad.                                                           |
| 2020  | Sakura Wars the Animation (en)                             | 3 avril 2020           | 19 juin 2020           | 12       | Basée sur le jeu de Sega.                                                                             |
| 2020  | Argonavis from BanG Dream! (ja)                            | 11 avril 2020          | 4 juillet 2020         | 13       | Série dérivée de la franchise BanG Dream!.                                                            |
| 2020  | BanG Dream!: Girls Band Party!☆Pico - Ohmori               | 7 mai 2020             | 29 octobre 2020        | 26       | Suite de BanG Dream!: Girls Band Party!☆Pico ;coproduit avec DMM.futureworks.                         |
| 2020  | D4DJ First Mix                                             | 30 octobre 2020        | 29 janvier 2021        | 13       | Nouveau projet multimédia de Bushiroad.                                                               |
| 2021  | D_Cide Traumerei the Animation (en)                        | 10 juillet 2021        | 2 octobre 2021         | 13       | Projet cross-média produit par Bushiroad, Sumzap et Drecom.                                           |
| 2021  | BanG Dream!: Girls Band Party!☆Pico Fever!                 | 7 octobre 2021         | 31 mars 2022           | 26       | Suite de BanG Dream!: Girls Band Party!☆Pico - Ohmori ;coproduit avec DMM.futureworks.                |
| 2023  | D4DJ All Mix                                               | 13 janvier 2023        | 31 mars 2023           | 13       | Suite de D4DJ First Mix.                                                                              |
| 2023  | BanG Dream! It's MyGO!!!!!                                 | 29 juin 2023           | 14 septembre 2023      | 13       | Série dérivée de la franchise BanG Dream!.                                                            |
| 2024- | Ishura                                                     | 3 janvier 2024         | 20 mars 2024           | 12       | Basée sur la série de light novel écrite par Keiso et illustrée par Kureta; coproduite avec Passione. |
| 2025  | BanG Dream! Ave Mujica                                     | 2 janvier 2025         | 27 mars 2025           | 13       | Suite de BanG Dream! It's MyGO!!!!!                                                                   |
| 2025  | Guilty Gear Strive: Dual Rulers                            | 2025                   |                        |          | Adaptation du jeu vidéo du même nom.                                                                  |

### Films d'animation
| Année | Titre                                                       | Date de sortie    | Notes                                                       |
| ----- | ----------------------------------------------------------- | ----------------- | ----------------------------------------------------------- |
| 2012  | 009 Re:Cyborg                                               | 27 octobre 2012   | Coproduction avec Production I.G.                           |
| 2014  | New Initial D the Movie - Legend 1: Awakening               | 23 août 2014      | Coproduction avec LIDEN FILMS.                              |
| 2015  | Arpeggio of Blue Steel: -Ars Nova- DC                       | 31 janvier 2015   | Compilation de la série télévisée avec des scènes inédites. |
| 2015  | New Initial D the Movie - Legend 2: Racer                   | 23 mai 2015       | Coproduction avec LIDEN FILMS.                              |
| 2015  | Arpeggio of Blue Steel: -Ars Nova- Cadenza                  | 3 octobre 2015    | Suite de l'histoire.                                        |
| 2016  | New Initial D the Movie - Legend 3: Half Awake, Half Asleep | 6 février 2016    | Coproduction avec LIDEN FILMS.                              |
| 2019  | Promare                                                     | 24 mai 2019       | Coproduction avec Trigger et XFlag.                         |
| 2019  | BanG Dream! FILM LIVE                                       | 13 septembre 2019 | Basé sur la franchise éponyme de Bushiroad.                 |
| 2021  | BanG Dream! Episode of Roselia: Yakusoku                    | 23 avril 2021     | Basé sur la franchise éponyme de Bushiroad.                 |
| 2021  | BanG Dream! Episode of Roselia: Song I am                   | 2021              | Basé sur la franchise éponyme de Bushiroad.                 |
| 2021  | BanG Dream! FILM LIVE 2nd Stage                             | 2021              | Basé sur la franchise éponyme de Bushiroad.                 |
| 2022  | BanG Dream! Poppin' Dream!                                  | 2022              | Basé sur la franchise éponyme de Bushiroad.                 |

### OAV/ONA
| Année | Titre                     | Date(s) de sortie             | Notes                                                                                  |
| ----- | ------------------------- | ----------------------------- | -------------------------------------------------------------------------------------- |
| 2017  | Monster Strike (saison 2) | 25 mars 2017 - 6 janvier 2018 | 2de saison de la série, coproduite avec XFlag, basé sur le jeu mobile éponyme de mixi. |
| 2017  | Sorcery in the Big City   | 1er décembre 2017             | Court-métrage special de 40 minutes coproduite avec XFlag.                             |

### Jeux vidéo
| Année | Titre                                  | Notes |
| ----- | -------------------------------------- | --- |
| 2018  | Sigma Harmonics (en)                   | RPG développé et édité par Square Enix pour la Nintendo DS.                                                     |
| 2018  | Quiz Magic Academy (ja)                | Jeu d'arcade développé et édité par Konami.                                                                     |
| 2018  | Mobile Suit Gundam 00: Gundam Meisters | Jeu d'action développé par Yuke's et édité par Bandai Namco Entertainment pour la PlayStation 2.                |
| 2019  | Fire Emblem: Three Houses              | Tactical RPG au tour par tour développé et édité par Nintendo.                                                  |
| 2019  | Sakura Wars                            | Jeu cross-genre développé et édité par Sega pour la PlayStation 4 servant de reboot à la série des Sakura Wars. |

## Coopération de production
| Séries télévisées | Séries télévisées                             | Séries télévisées             | Séries télévisées              |
| Année             | Titre                                         | Studio principal              | Notes                          |
| ----------------- | --------------------------------------------- | ----------------------------- | ------------------------------ |
| 2006              | Yomigaeru Sora – Rescue Wings                 | J. C. Staff                   | —                              |
| 2006              | Soukō no Strain (ja)                          | Studio Fantasia               | —                              |
| 2007              | IdolM@ster: Xenoglossia                       | Sunrise                       | —                              |
| 2007              | Darker than Black -Kuro no Keiyakusha Gaiden- | bones                         | —                              |
| 2007              | Kamichama Karin                               | Satelight                     | —                              |
| 2007              | Gurren Lagann                                 | Gainax                        | —                              |
| 2007              | Mononoke                                      | Toei Animation                | —                              |
| 2007              | The Skull Man                                 | bones                         | —                              |
| 2007              | Sky Girls                                     | J. C. Staff                   | —                              |
| 2007              | Mobile Suit Gundam 00                         | Sunrise                       | —                              |
| 2008              | Kurozuka                                      | Madhouse                      | —                              |
| 2008              | Tytania (ja)                                  | Artland                       | —                              |
| 2008              | Mobile Suit Gundam 00 (saison 2)              | Sunrise                       | —                              |
| 2009              | RideBack                                      | Madhouse                      | —                              |
| 2009              | Sora o kakeru shōjo                           | Sunrise                       | —                              |
| 2009              | Chi's Sweet Home: Chi's New Adress            | Madhouse                      | —                              |
| 2009              | Yatterman                                     | Tatsunoko Production          | —                              |
| 2009              | Shangri-La                                    | Gonzo                         | —                              |
| 2009              | Asura Cryin'                                  | Seven Arcs                    | —                              |
| 2009              | Asura Cryin' 2                                | Seven Arcs                    | —                              |
| 2009              | Saki                                          | GonzoPicture Magic (ja)       | —                              |
| 2009              | Kemono no Sōja Erin (ja)                      | Production I.GTrans Arts (ja) | —                              |
| 2009              | Trapèze                                       | Toei Animation                | —                              |
| 2009              | Sora no otoshimono                            | AIC A.S.T.A                   | —                              |
| 2010              | Ōkami kakushi                                 | AIC                           | —                              |
| 2010              | Dance in the Vampire Bund                     | Shaft                         | —                              |
| 2010              | Hanamaru Yōchien (ja)                         | Gainax                        | —                              |
| 2010              | Iron Man                                      | Madhouse                      | —                              |
| 2010              | Kiss × sis                                    | feel.                         | —                              |
| 2010              | Mayoi Neko Overrun!                           | AIC                           | —                              |
| 2010              | HEROMAN (en)                                  | bones                         | —                              |
| 2010              | Uragiri                                       | J. C. Staff                   | —                              |
| 2010              | Shukufuku no Campanella (ja)                  | AIC                           | —                              |
| 2010              | Sekirei: Pure Engagement                      | Seven Arcs                    | —                              |
| 2010              | Amagami SS                                    | AIC                           | —                              |
| 2010              | Panty and Stocking with Garterbelt            | Gainax                        | —                              |
| 2010              | Ore no imōto ga konna ni kawaii wake ga nai   | AIC Build                     | —                              |
| 2010              | A Certain Magical Index II                    | J. C. Staff                   | —                              |
| 2011              | Hōrō musuko                                   | AIC Classic                   | —                              |
| 2011              | Dog Days                                      | Seven Arcs                    | —                              |
| 2011              | A Channel (ja)                                | Studio Gokumi                 | —                              |
| 2011              | Hidan no Aria                                 | J. C. Staff                   | —                              |
| 2011              | Deadman Wonderland                            | Manglobe                      | —                              |
| 2011              | Tiger & Bunny                                 | Sunrise                       | —                              |
| 2011              | Ro-Kyu-Bu!                                    | project No.9Studio Blanc      | —                              |
| 2011              | Mawaru-Penguindrum                            | Brain's Base                  | —                              |
| 2011              | Chihayafuru                                   | Madhouse                      | Seulement pour le 20e épisode. |
| 2011              | Kyōkaisen-jō no Horizon                       | Sunrise                       |                                |
| 2011              | Last Exile: Fam aux ailes d'argent            | Gonzo                         |                                |
| 2011              | Shakugan no Shana III -Final-                 | J. C. Staff                   |                                |
| 2012              | Lupin III: Une femme nommée Fujiko Mine       | TMS EntertainmentPo10tial     |                                |
| 2012              | Saki: Achiga-hen episode of Side-A            | Studio Gokumi                 |                                |
| 2012              | Ano natsu de matteru                          | J. C. Staff                   |                                |
| 2012              | Dog Days'                                     | Seven Arcs                    |                                |
| 2012              | Rita et Machin                                | Nippon Animation              |                                |
| 2012              | Kyōkaisen-jō no Horizon II                    | Sunrise                       |                                |
| 2013              | Sen'yū. (ja)                                  | OrdetLiden Films              |                                |
| 2013              | KILL la KILL                                  | TRIGGER                       |                                |
| 2015              | Heavy Object                                  | J. C. Staff                   |                                |
| 2016              | Uchū Patrol Luluco                            | TRIGGER                       | Photographie                   |

| Films d'animation | Films d'animation                                                              | Films d'animation | Films d'animation |
| Année             | Titre                                                                          | Studio principal  | Notes             |
| ----------------- | ------------------------------------------------------------------------------ | ----------------- | ----------------- |
| 2007              | Evangelion: 1.0 You Are (Not) Alone                                            | Khara             | —                 |
| 2009              | Tengen Toppa Gurren Lagann: Lagann Chapter                                     | Gainax            | —                 |
| 2010              | Gundam 00: A Wakening of the Trailblazer                                       | Sunrise           | —                 |
| 2010              | Mardock Scramble: The First Compression                                        | GoHands           | —                 |
| 2011              | Pretty Cure All Stars DX3: Mirai ni Todoke ! Sekai wo Tsunagu Niji-Iro no Hana | Toei Animation    | —                 |
| 2011              | Xi AVANT (ja)                                                                  | Production I.G    | —                 |
| 2011              | Towa no Quon (ja)                                                              | bones             | —                 |
| 2013              | A Certain Magical Index: Endymion no Kiseki                                    | J. C. Staff       | —                 |
| 2013              | Little Witch Academia                                                          | TRIGGER           | —                 |

| OVA   | OVA                  | OVA              | OVA   |
| Année | Titre                | Studio principal | Notes |
| ----- | -------------------- | ---------------- | ----- |
| 2006  | Mai-Otome Zwei       | Sunrise          | —     |
| 2008  | Mai-Otome 0          | Sunrise          | —     |
| 2010  | BLACK★ROCK SHOOTER   | Ordet            | —     |
| 2012  | A Channel+smile (ja) | Studio Gokumi    | —     |
| 2012  | blossom              | Ordet            | —     |